# Theodor Rehbenitz

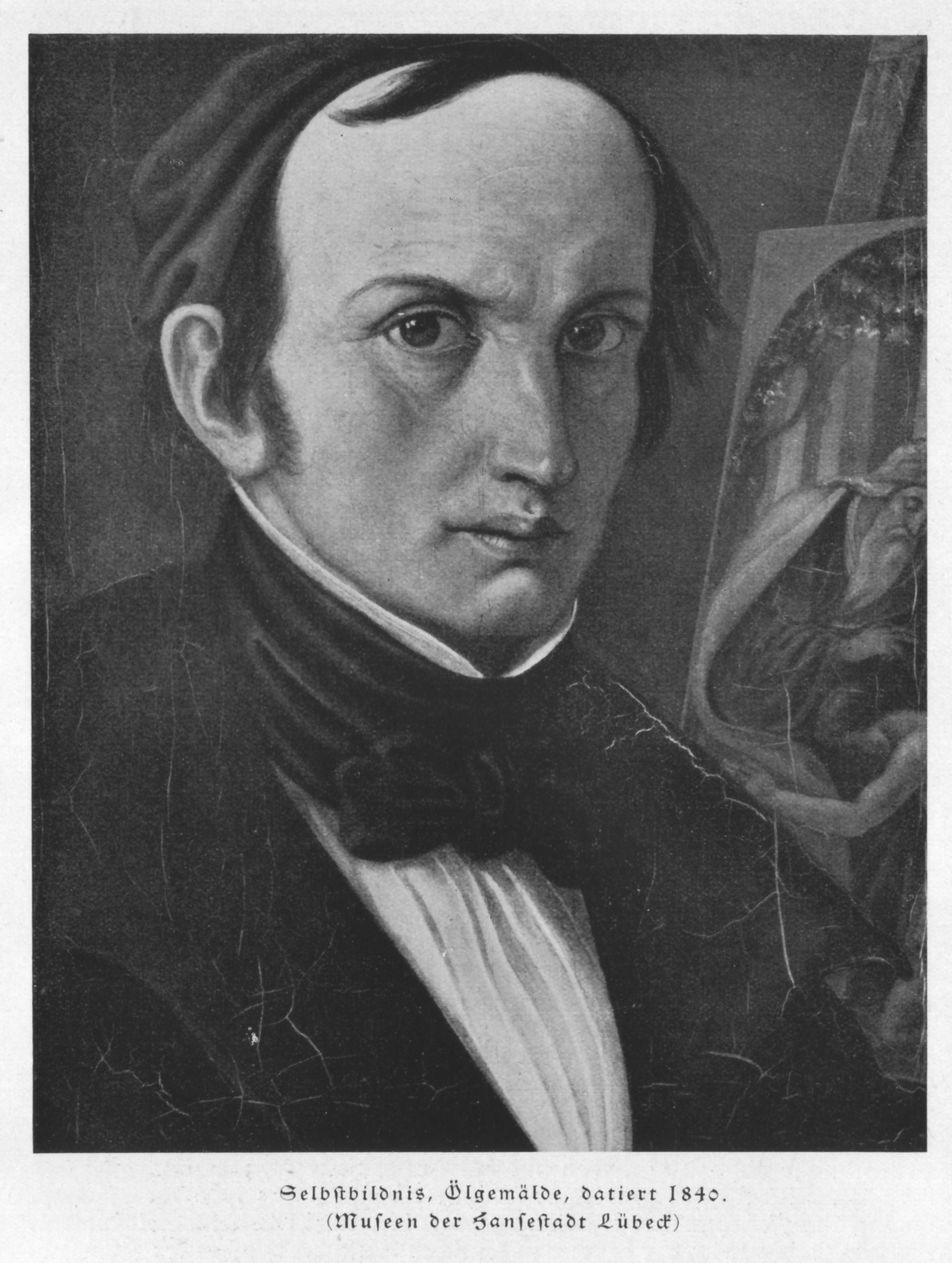
Selbstporträt (1840)

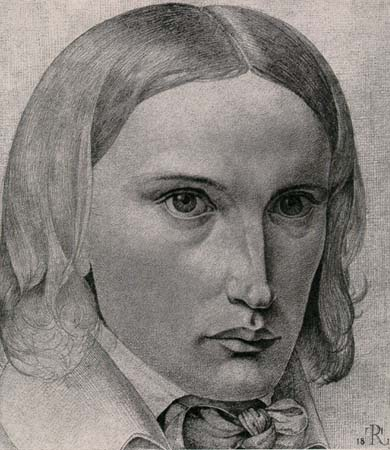
Selbstporträt (1817)

Markus Georg Theodor Rehbenitz (* 2. September 1791 in Borstel; † 19. Februar 1861 in Kiel) war ein deutscher Maler und Zeichner.

## Leben und Wirken
Theodor Rehbenitz wurde auf dem Gut Borstel geboren, wo sein Vater Inspektor war. Nachdem er zunächst zuhause und 1808/09 durch den Rektor Rode in Bad Oldesloe unterrichtet wurde, kam er 1809 in die Prima des Katharineums zu Lübeck. Mit dem Tode seines Vaters 1810 wurde der Oldesloer Bürgermeister und Kgl. Dänische Staatsrat Anton Johann Decker (1769–1824) sein Vormund. Ostern 1811 ging er vom Katharineum ab, um an der Universität Kiel Rechtswissenschaften zu studieren. Zum Sommersemester 1812 wechselte er an die Universität Heidelberg, wo er im Corps Hannovera Heidelberg Schulfreunde aus Lübeck wie Karl Ludwig Roeck wieder traf. In der häufigen Betrachtung der von den Gebrüdern Boisserée gesammelten Bilder der altdeutschen Malerschulen gewann er ein immer größeres Interesse für die Historienmalerei. Er entschloss sich, das Jura-Studium ganz zugunsten der Malerei aufzugeben. Im September 1813 begann er sein Studium an der Kunstakademie Wien und erlebte hier auch den Wiener Kongress.
Im November 1816 kam er nach Rom. Mit Friedrich Overbeck seit der Heirat seiner Schwester Auguste Rehbenitz († 5. November 1845) mit Overbecks Bruder Christian Gerhard Overbeck verschwägert, fand er hier schnell Zugang zum Kreis der Nazarener. Bis zum Herbst 1832 hat er in verschiedenen Verhältnissen und an verschiedenen Orten in Italien gelebt und gearbeitet. Im Winter 1818 reiste er nach Florenz, Siena und in die Toskana und hielt sich bei Carl Friedrich von Rumohr auf. 1819 kehrte er nach Rom zurück und begann eine Wohn- und Ateliergemeinschaft mit Julius Schnorr von Carolsfeld und Friedrich von Olivier im Palazzo Caffarelli auf dem Kapitol. Im Auftrage des Naumburger Domherren Immanuel Christian Leberecht von Ampach entstand bis 1823 das Gemälde Versuchung Christi für den Christus-Zyklus im Naumburger Dom. Es wurde 1823 in fast(?) fertigem Zustand von Rehbenitz datiert und signiert, der mit dem Auftrag völlig überfordert war. Fertiggestellt wurde das Bild erst 1825 mit der Einwilligung von Rehbenitz durch Julius Schnorr von Carolsfeld. Vorbereitende Kartons von Rehbenitz und Studien von Schnorr befinden sich im Nachlass Rehbenitz im Behnhaus in Lübeck. Den Sommer 1823 verbrachte er wieder in Florenz sowie in Pisa und ging dann 1824 nach Perugia, wo er bis zum Mai 1827 blieb und Reisen nach Umbrien und Capri unternahm. Von 1828 bis 1831 war er in der Kanzlei des preußischen Gesandten Christian Karl Josias von Bunsen tätig.
Im Spätherbst 1832 kam er nach Lübeck und blieb bis 1835; in dieser Zeit war er vor allem als Porträtmaler tätig. Von 1835 bis 1841 lebte er in München, wiederum in der Wohn- und Künstlergemeinschaft mit Schnorr von Carolsfeld und den Gebrüdern Olivier. Hier arbeitete er vor allem an religiösen Themen, am Selbstbildnis und an Auftragskopien. Dazu gehört nach überwiegender Meinung auch eine Kopie der Italia und Germania Overbecks, heute in der Galerie Neue Meister in Dresden.
Nach einem weiteren kurzen Aufenthalt in Lübeck wurde er im Herbst 1842 von der Universität Kiel als Universitätszeichenlehrer angestellt; damit verbunden war die Verwaltung der Kunstsammlung der Universität. Als Mitglied des Vorstands des Kieler Kunstvereins und des Vorstandes der Gesellschaft für die Sammlung und Erhaltung vaterländischer Alterthümer wirkte er in weiten Kreisen. Er starb nach längerem Krankenlager.
Die Straße Rehbenitzwinkel in Kiel-Steenbek-Projensdorf ist nach ihm benannt.

## Werke in Museumsbesitz

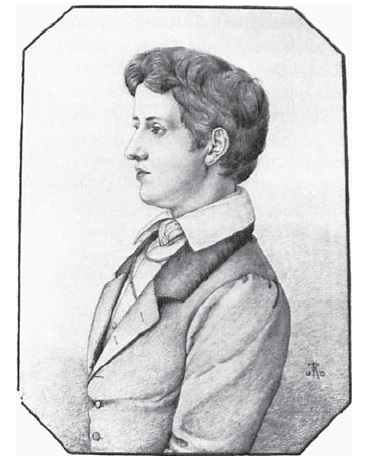
Porträt Christian Theodor Overbeck (1833)

- Selbstporträt, Kupferstichkabinett Dresden
- Bildnis der Vittoria Caldoni (1821), Kunsthalle Bremen (früher Friedrich Overbeck zugeschrieben)
- Italia und Germania (Kopie nach Friedrich Overbeck 1835), Staatliche Kunstsammlungen Dresden
- Kunsthalle zu Kiel
- Behnhaus in Lübeck